# Super Spar
Super Spar er en sydafrikansk og indtil 20 oktober 2013 også en dansk supermarkedskæde ejet af SPAR. Kæden var i Danmark bestående af 85 selvstændigt ejede butikker og det var den af Spars fire danske butikskæder med de gennemsnitlige butiksarealer. Butikkerne havde form som lokale supermarkeder og var beliggende i store og mellemstore byer. Udover Danmark fandtes supermarkedskæden kun i Sydafrika. Super Spar ophørte i Danmark 20. oktober 2013, i forbindelse med at flere lokale spar-købmand begyndte et nyt kædesamarbejde i Spar-koncernen under navnet Min Købmand.